# کوپ (مجارستان)
کوپ (به مجاری:  Kup) یک شهرداری در مجارستان است که در ناحیه پاپا واقع شده‌است. کوپ ۲۴٫۷۸ کیلومتر مربع مساحت و ۴۵۱ نفر جمعیت دارد.